# Middle Inlet
Middle Inlet – miasto w Stanach Zjednoczonych, w stanie Wisconsin, w hrabstwie Marinette.